# Лавіна (Монтана)
Лавіна (англ. Lavina) — місто (англ. town) в США, в окрузі Голден-Веллі штату Монтана. Населення — 136 осіб (2020).

## Географія
Лавіна розташована за координатами 46°17′45″ пн. ш. 108°56′20″ зх. д. / 46.29583° пн. ш. 108.93889° зх. д. (46.295739, -108.938776). За даними Бюро перепису населення США в 2010 році місто мало площу 2,59 км², уся площа — суходіл.

## Демографія
Згідно з переписом 2010 року, у місті мешкало 187 осіб у 79 домогосподарствах у складі 52 родин. Густота населення становила 72 особи/км². Було 91 помешкання (35/км²).
Расовий склад населення:
| - 89,3 % — білих - 1,6 % — азіатів - 0,5 % — корінних американців - 3,7 % — осіб інших рас |

До двох чи більше рас належало 4,8 %. Частка іспаномовних становила 3,7 % від усіх жителів.
За віковим діапазоном населення розподілялося таким чином: 25,7 % — особи молодші 18 років, 58,3 % — особи у віці 18—64 років, 16,0 % — особи у віці 65 років та старші. Медіана віку мешканця становила 44,5 року. На 100 осіб жіночої статі у місті припадало 105,5 чоловіків; на 100 жінок у віці від 18 років та старших — 101,4 чоловіків також старших 18 років.
Середній дохід на одне домашнє господарство становив 44 347 доларів США (медіана — 36 250), а середній дохід на одну сім'ю — 50 004 долари (медіана — 37 083). Медіана доходів становила 39 167 доларів для чоловіків та 22 500 доларів для жінок. За межею бідності перебувало 22,2 % осіб, у тому числі 61,2 % дітей у віці до 18 років та 3,7 % осіб у віці 65 років та старших.
Цивільне працевлаштоване населення становило 100 осіб. Основні галузі зайнятості: освіта, охорона здоров'я та соціальна допомога — 37,0 %, сільське господарство, лісництво, риболовля — 16,0 %, мистецтво, розваги та відпочинок — 13,0 %.